# Mentoring
Mentoring, v počeštěné formě také mentorství nebo mentorování, je profesní vztah dvou osob, kdy mentor předává své zkušenosti a znalosti svému svěřenci – menteemu (mentorovanému). Mentor tak působí jako průvodce v určité oblasti či tématu a pomáhá menteemu nalézt správný směr či řešení. Předávání znalostí a dovedností probíhá zpravidla v přirozeném prostředí např. na pracovišti.

## Formy mentoringu
V českém prostředí se můžeme setkat nejčastěji s mentoringem firemním, ve kterém se předávají profesní znalosti a dovednosti. Může se jednat o vztah mezi zkušeným a nově nastoupivším zaměstnancem, tak ale i mezi dvěma zkušenými zaměstnanci, kteří si předávají specifickou dovednost v určité oblasti.
S mentoringem se můžeme setkat na úrovni podpory mladých lidí, a to jak v oblasti zájmů, volného času, tak i pomoci při výběru povolání.

## Nové cesty v mentoringu
Mentoring díky své finanční nenáročnosti a vysoké účinnosti při předávání znalostí, motivaci a podpory spokojenosti zaměstnanců, získává velké obliby u nejrůznějších firem. Díky tomu vznikají nová uskupení a iniciativy, které podporují u nás dosud neobvyklé podoby mentoringu:

### Mezifiremní mentoring
Mezifiremní mentoring, někdy také „cross mentoring“ je podoba mentoringu, kdy se setkává pár mentor-mentee z různých společností. Tuto formu v Česku mimo jiné propaguje iniciativa Together To Grow, která si dala za cíl podpořit nové možnosti rozvoje zaměstnanců, zkvalitnit fungování mentoringu v jednotlivých společnostech, zvýšit motivaci a přinést novou inspiraci z jiných segmentů trhu a jiných úhlů pohledu
Odborným garantem celého projektu je Česká asociace mentoringu, která mimo jiné ručí za kvalitu mentoringu.

### Senior Executives Mentoring Club
SEM Club napomáhá předávání jedinečných zkušeností manažerů formou mentoringu. SEM Club vybírá své členy z řad vyššího managementu našich i zahraničních významných firem a institucí, kteří již svoji manažerskou práci předali mladším kolegům a rádi by na bázi dobrovolnosti předávali své dlouholeté manažerské zkušenosti v rolích mentorů mladším kolegům manažerům. SEM Club funguje pod záštitou České asociace mentoringu.

### Mentoring na ČVUT
V Česku unikátní projekt inspirovaný švédským modelem propojuje studenty ČVUT se zkušenými pracovníky českých i nadnárodních společností. Mentor svého menteeho – studenta ČVUT provází při každodenní práci a aktivně ho zapojuje do vlastních reálných projektů. Mentoringový program poskytuje studentům jedinečnou příležitost blíže poznat ještě v průběhu studia pracovní prostředí oboru, kterému se věnují, zprostředkovává cenný zdroj kontaktů a usnadňuje přechod ze studia do pracovního života. Mentoři od svých mentees získávají nový pohled na svou práci díky nezaujatému pohledu mladého člověka.

### CSR mentoring
Další formou mentoringu je jeho zapojení do CSR aktivit společnosti. Možnou formou je například projekt Začni správně, který organizuje společnost Your Chance. Projekt pomáhá mladým lidem, kteří budou opouštět dětský domov, nebo už mají odchod z dětského domova za sebou, postavit se na vlastní nohy. Mentoři se stávají patrony těchto mladých lidí a pomáhají jim uspět v profesním životě.

### Mentoring pro technicky nadané středoškolačky
Roku 2009 spustilo Národní kontaktní centrum – gender a věda Sociologického ústavu AV ČR mentoringový projekt, který pomáhá středoškolačkám nadaným na technické předměty s výběrem vysoké školy.